# Camponotus perrisii
Camponotus perrisii är en myrart som beskrevs av Auguste-Henri Forel 1886. Camponotus perrisii ingår i släktet hästmyror, och familjen myror.

## Underarter
Arten delas in i följande underarter:
- C. p. densipunctatus
- C. p. insularis
- C. p. jucundus
- C. p. nigeriensis
- C. p. perrisii